# Lucie Hrdličková
Lucie Hrdličková, rozená Cingrošová (* 1981, Praha), je česká lékařka v oboru dětské onkologie a hematologie, která aktivně rozvíjí obor paliativní péče u těžce nemocných a umírajících dětí. Působí i jako lektorka, překladatelka a propagátorka rozvoje dětské paliativní péče. S manželem vychovává čtyři děti.

## Vzdělání
Absolvovala 1. LF Univerzity Karlovy v Praze.
V roce 2025 získala v oboru lékařské psychologie na 1. LF UK titul Ph.D. při obhájení práce na téma Sdělování závažné zprávy v dětské onkologii.

## Kariéra
Pracuje jako dětská onkoložka a lékařka paliativní péče ve Fakultní nemocnici Motol v Praze, kde je také vedoucí lékařka Týmu dětské podpůrné péče, který založila v roce 2017. Tento tým se stal prvním paliativním týmem pro dětské pacienty a jejich rodiny v celé České republice. Pro onkologii se rozhodla na medicíně, když se její babička léčila s nádorovým onemocněním.
Je zakladatelkou a předsedkyní Sekce dětské paliativní medicíny při České pediatrické společnosti. Tato sekce pracuje na rozvoji, advokacii a návrhu legislativních změn dětské paliativní medicíny. V rámci této sekce revidovala překlad Mezinárodních standardů pro dětskou paliativní péči.
Učí na 2. lékařské fakultě Univerzity Karlovy, specializuje se na výuku sdělování závažných zpráv, komunikaci obtížných témat, dětskou onkologii a paliativní péči.
V roce 2012 se podílela na projektu Můj nový život, který měl za cíl pomoci integraci mladým lidem po prodělání onkologického onemocnění.

## Nácvik sdělování závažných zpráv za pomoci virtuální reality
Ve spolupráci se svým manželem Janem Hrdličkou zavedli pro studenty 2. LF UK nácvik sdělování špatných zpráv za pomoci virtuální reality.